# Сражение при Орендайне
Сражение при Орендайне (исп. Batalla de Orendain) произошло 6 — 8 июля 1914 года недалеко от города Гвадалахара во время мексиканской революции. Конституционалистами, действовавшими в западном регионе Мексики, была одержана победа над федеральными войсками, что позволило войскам генерала Альваро Обрегона взять город Гвадалахара и установить контроль над одним из важнейших путей к политическому центру страны — Мехико.
В мае 1914 года лидер конституционалистов Карранса приказал генералу Альваро Обрегону взять на себя ответственность за захват Гвадалахары, столицы штата Халиско, и затем начать продвижение к центру Мексики. Северо-Западная армия Обрегона, насчитывавшая 14 000 человек и 8 артиллерийских орудий, начала в первые дни июня наступление на Халиско. Из-за отсутствия поездов более 200 повозок и 200 мулов были использованы для перевозки боеприпасов и артиллерии по чрезвычайно пересеченной местности на расстояние более 250 км.
16 июня войска Обрегона прибыли в окрестности Гвадалахары. В Ауалулько их уже поджидали кавалерийские дивизии. Часть отряда Дьегеса под командованием полковника Трухильо продолжили продвигаться на юг, к озеру Сакоалько, чтобы перерезать сообщение между Гвадалахарой и Колимой.
24 июня Обрегон встретился с Дьегесом в Эцатлане. Там они узнали, что 8 000 уэртистов на поездах вышли из Гвадалахары, чтобы встретить его в горном проходе западнее столицы штата. Большая часть этих сил под командованием генерала Мигеля Бернара расположилась лагерем на равнине у асиенды Орендайн, авангард стал в городе Ла-Вега, тылы остались в Гвадалахаре. Всеми федеральными войсками в этом регионе командовал генерал Хосе Мария Миер, начальник Западной дивизии.
26 июня Обрегон, сосредоточив свои силы в Ауалулько, послал своих людей, чтобы попытался разрушить мост в тылу авангарда федералов, но тот вовремя отступил в лагерь при Орендайне.
В начале июля, столкнувшись с возможностью того, что противник мог получить подкрепление, Обрегон приказал немедленно начать наступление.
6 июля на северном фланге наступления Дьегес переправился через восточную оконечность Сьерра-де-Текила в Аматитан, и, обойдя войска противника, занял в тот же день холмы Ла-Вента, к востоку от Орендайна. Конституционалисты разрушили железнодорожные пути и расположились севернее железной дороги, в 2 км от станции Ла-Вента. Они стали обстреливать федералов из винтовок, те ответили артогнем.
На южном фланге наступления Лучио Бланко продвинулся через Тлахомулько и рано утром 6 июля находился между Эль-Кастильо и Ла-Капилья, в 15 км от Гвадалахары, угрожая городу с юго-востока.
Когда полуокружение федералов на дальних подступах было завершено, 7 июля, в 10:00, силами частей генералов Хилла, Кабрала и Буэльна начался штурм основной позиции войск уэртистов генерала Бернара на холмах севернее асиенды Орендайн. В ходе боя конституционалисты из двух своих пушек обстреляли поезда федералов на станции, заставив их бросить. В полдень полуокруженные войска Бернара попытались прорваться, но пехота, в основном состоявшая из рекрутов, сдалась. Только части войск федералов удалось прорваться на север и выйти к Гвадалахаре через Тесистан.
Заняв позиции противника у Орендайна, Обрегон приказал немедленно двинуться на Гвадалахару, чтобы помешать отступающим федералам соединиться с войсками, расквартированными в городе.
Паника охватила солдат Уэрты, стремившихся уцелеть любой ценой. В разгар полнейшего беспорядка на рассвете 8 июля колонна уэртистов покинула Гвадалахару, стремясь добраться до Мехико. В 25 километрах от Гвадалахары, у Эль-Кастильо, они столкнулись с завершившими окружение частями конституционалистов генерала Бланко. После трех попыток прорыва и гибели своего командующего генерала Хосе Мария Миера федералы сдались.
В этот же день Альваро Обрегон триумфально вошел в Гвадалахару. После разгрома Западной дивизии федеральной армии и потери правительством Уэрты главного города штата Халиско стало возможным продвижение армии конституционалистов с северо-запада к столице Мексики.
Потери понесенные уэртистами, составили около 2000 человек убитыми и 5000 пленными. Конституционалисты захватили 16 пушек, 5000 винтовок, 20 поездов и 40 локомотивов, другое военное снаряжение и около полумиллиона песо.